# Tonio van Vugt
Tonio van Vugt (28 juni 1967) is een Nederlands striptekenaar, illustrator, hoofdredacteur van het stripblad Zone 5300 en artistiek directeur van de Stripdagen Haarlem.
Hij was medeoprichter van het undergroundstripblad Barwoel in 1989 en het stripblad Zone 5300 in 1994, waar hij sindsdien hoofdredacteur is. Hij vervult daarnaast allerlei nevenfuncties in de Nederlandse stripwereld, en is sinds 2014 als artistiek directeur bij de Haarlemse Stripdagen betrokken.

## Levensloop

### Jeugd en vroeg jaren
Na het Krimpenerwaard College studeerde Van Vugt van 1985 tot 1990 grafische vormgeving aan de Academie voor Beeldende Kunst te Rotterdam, waar hij afstudeerde in de richting illustratie.
In het tweede jaar van de academie, in 1987, publiceerde Van Vugt een van zijn eerste illustraties in Het Vrije Volk. Hij vulde de rubriek Was Getekend, de visie van jong talent met onder andere Finn Stapelkamp, Herman Jan Couwenberg, Rik van Schagen en Henk de Bont. Met de eerste drie begon hij nog in zijn academietijd, in 1989, het stripblad Barwoel.
In 1994 richtte hij samen met Robert van der Kroft het stripblad Zone 5300 op, waar hij sindsdien hoofdredacteur is. Het blad was gericht op een breder publiek en bracht naast strips ook teksten. Naast het werk van gevestigde tekenaars als Peter de Wit, bood het blad strips van "aanstormend talent als Marcel Ruijters (dr Moltow), Olie Berg (Jehova's getuigen), Berend Vonk (Voor eeuwig en drie dagen), Wasco (Apenootjes) en Jeroen de Leijer (Eefje Wentelteefje)."
Naast zijn striptekenen, illustreren, en redactiewerk organiseerde Van Vugt ook diverse culturele evenementen, en trad hij op als leadzanger en gitarist in de band Lost Lovers. Sinds 2016 speelt hij gitaar en zingt hij in de Amsterdam band Panama Paupers die uit (ex)striptekenaars bestaat.

### Latere jaren
In 2008 deed Van Vugt met twee andere beroepsstriptekenaars een succesvol beroep op het Fonds voor Beeldende Kunsten, Vormgeving en Bouwkunst (BKVB) om de stripwereld in Nederland te bevorderen. De toenmalige BKVB-directeur Lex ter Braak bevestigde dat een "stevig bedrag" beschikbaar gesteld zou worden.
In 2014 begon Tonio van Vugt als artistiek directeur van de Stripdagen Haarlem als opvolger van Joost Pollmann. Van Vugt is van mening dat de strip te lang een geïsoleerd medium geweest. Met zowel zijn redacteurschap als bij de organisatie van stripevenementen streeft hij ernaar om meer crossover te laten plaatsvinden.

## Publicaties, een selectie
- Sandra de Haan; Tonio van Vugt (red.) Hokjesdenken : de stripdagboeken van Sandra de Haan, Rotterdam : Zone 5300, 2010.
- Pjotr Müller, Tonio van Vugt. Pjotr Müller. Boek voor Mo. 2017.